# آرزوی مرگ (فیلم ۲۰۱۸)
آرزوی مرگ (انگلیسی: Death Wish) یک فیلم انتقام‌جویانه و دلهره‌آور آمریکایی محصول سال ۲۰۱۸ به کارگردانی الی راث که بازسازی یک فیلم دیگری به همین نام (۱۹۷۴) است که خود از رمان آرزوی مرگ به قلم برایان گارفیلد اقتباس شده‌است. داستان فیلم درباره‌ی پدری خونسرد و آرام هست که هنگامی که گروهی به خانواده‌اش آسیب می‌رسانند، به فردی خشن تبدیل شده و تصمیم به انتقام سختی می‌گیرد و…
بازسازی این فیلم برای اولین بار در سال ۲۰۰۶ اعلام شد و سیلوستر استالونه قرار بود کارگردانی و بازیگری آن را بر عهده بگیرد، قبل از اینکه از این فیلم انصراف دهد. کارناهان پس از آن در سال ۲۰۱۲ به عنوان نویسندگی و کارگردانی اعلام شد، اما بعداً نیز از این کار کناره‌گیری کرد، اگرچه با وجود اینکه فیلمنامه‌اش بارها از آن زمان بازنویسی شده بود، تنها اعتبار فیلمنامه‌نویسی به او داده شد. راث در سال ۲۰۱۶ به عنوان کارگردان ملحق شد و فیلمبرداری آن در همان سال در شیکاگو انجام شد، در حالی که آهنگ توسط لودویگ گورانسون ساخته شد. آرزوی مرگ در آمریکای شمالی توسط مترو گلدوین مایر  و در سطح بین المللی توسط آناپورنا پیکچرز در ۲ مارس ۲۰۱۸ منتشر شد و در باکس آفیس ضعیف عمل کرد و تنها ۴۹ میلیون دلار در سراسر جهان در برابر بودجه ۳۰ میلیون دلاری فروخت.

## بازیگران
- بروس ویلیس در نقش دکتر پائول کرسی
- الیزابت شو
- وینسنت دن آفریو
- دین نوریس
- کیمبرلی الیز
- مایک اپس
- رونی جن بلوینز
- کامیلا مورون